# Pouilly-sous-Charlieu
Pouilly-sous-Charlieu is een gemeente in het Franse departement Loire (regio Auvergne-Rhône-Alpes). De plaats maakt deel uit van het arrondissement Roanne. Pouilly-sous-Charlieu telde op 1 januari 2022 2.584 inwoners.

## Geografie
De oppervlakte van Pouilly-sous-Charlieu bedroeg op 1 januari 2022 15,99 vierkante kilometer; de bevolkingsdichtheid was toen 161,6 inwoners per km².

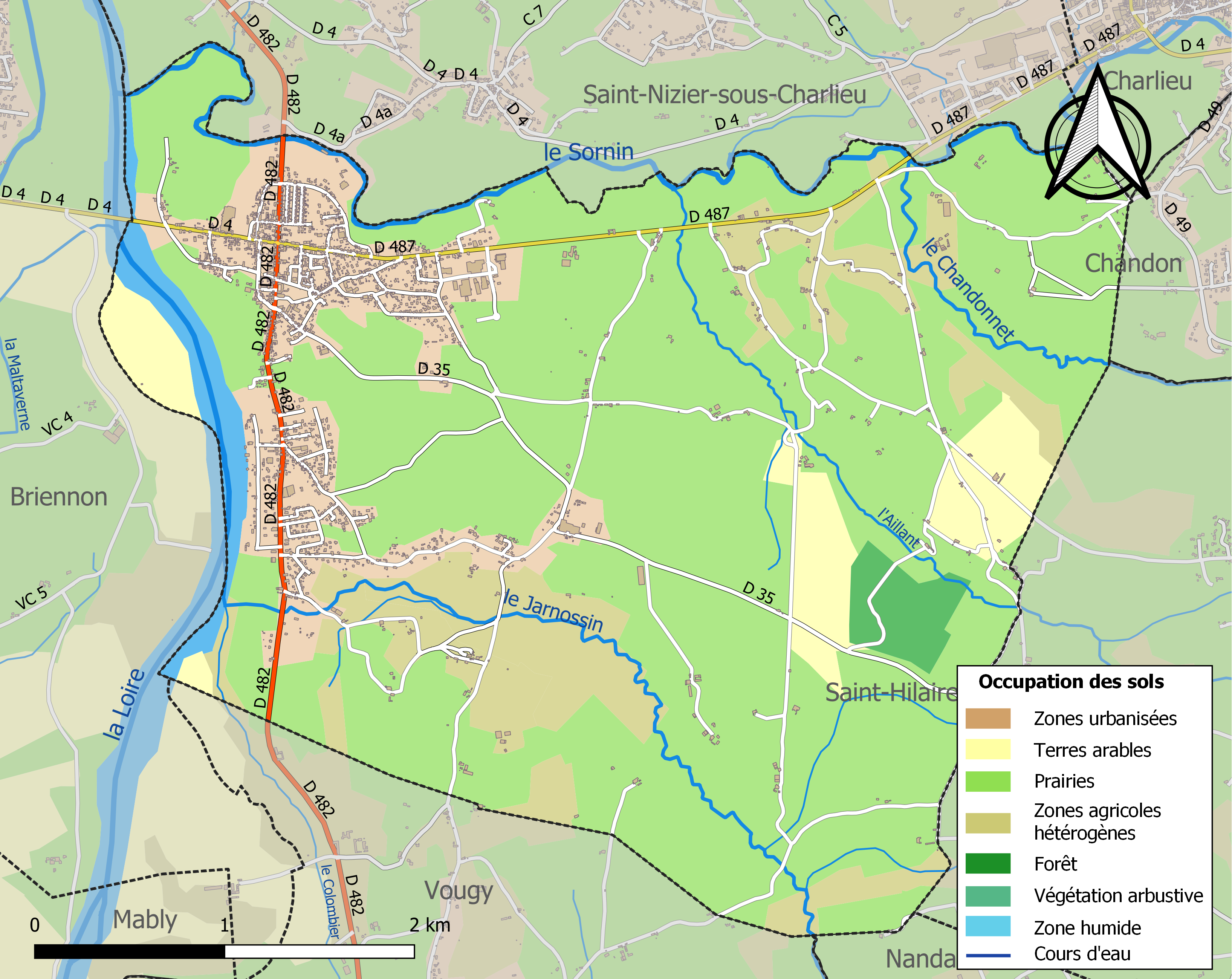
Kaart van de gemeente met de belangrijkste infrastructuur, bodemgebruik en omliggende gemeenten

## Demografie
Onderstaande figuur toont het verloop van het inwonertal (bron: INSEE-tellingen).